# Bravantice
Bravantice település Csehországban, Nový Jičín-i járásban. Bravantice Bílovec, Studénka, Klimkovice, Olbramice, Jistebník és Velké Albrechtice településekkel határos. Lakosainak száma 1041 fő (2024. január 1.).

## Népesség
A település lakosságának változását az alábbi diagram mutatja:
| Lakosok száma | 1181 | 1182 | 1120 | 867  | 864  | 793  | 907  | 916  | 1002 | 1041 |
|               | 1869 | 1890 | 1921 | 1950 | 1980 | 2001 | 2017 | 2019 | 2022 | 2024 |